# توراساش
توراساش (بالتركية: Türkiye Raylı Sistem Araçları Sanayii Anonim Şirketi)‏ هي شركة مصنعة للسكك الحديدية مقرها في أنقرة ، تركيا ، تأسست و نتجت من اندماج كلاً تولومساس و توفاساش و تودمساش ، الذي تم الإعلان عنه في الجريدة الرسمية لجمهورية تركيا [[في 4 مارس 2020. 
بعد تشكيل توراساش، تم حل تولومساش و توفاساش و تودمساش وتم تسليم جميع المرافق المعنية للشركات السابقة المنحلة إلى توراساش. 

## وأنظر أيضاً
- السكك الحديدية الحكومية التركية
- تي سي دي دي للنقل
- النقل بالسكك الحديدية في تركيا
- يوكسك هيزلي ترين